# رزدیل (مریلند)
رزدیل (به انگلیسی: Rosedale) شهری در ایالت مریلند کشور ایالات متحده آمریکا است که جمعیت آن در سرشماری سال ۲۰۱۰ میلادی، ۱۹٬۲۵۷ نفر بوده‌است.